# Bulbärparalys
Bulbärparalys (Paralysis glosso-abio-laryngea) innebär förlamning i tunga, mun och svalg vilket beror på en förändring i den förlängda märgen. Den drabbade mister förmågan att svälja.

## Symptom
Prognosen för progressiv bulbärparalys är inte god. Patienter i tidiga stadier av sjukdomen har problem att uttala ord. I framskridna stadier leder sväljningssvårigheterna till risk för kvävning och lunginflammation.

## Behandling
Progressiv bulbärparalys är kronisk och aggressiv. Det finns för närvarande ingen behandling mot sjukdomen. Tidig upptäckt av sjukdomen är det optimala scenariot, läkaren kan då lägga upp en plan för att hantera sjukdomen.